# 鸠杖

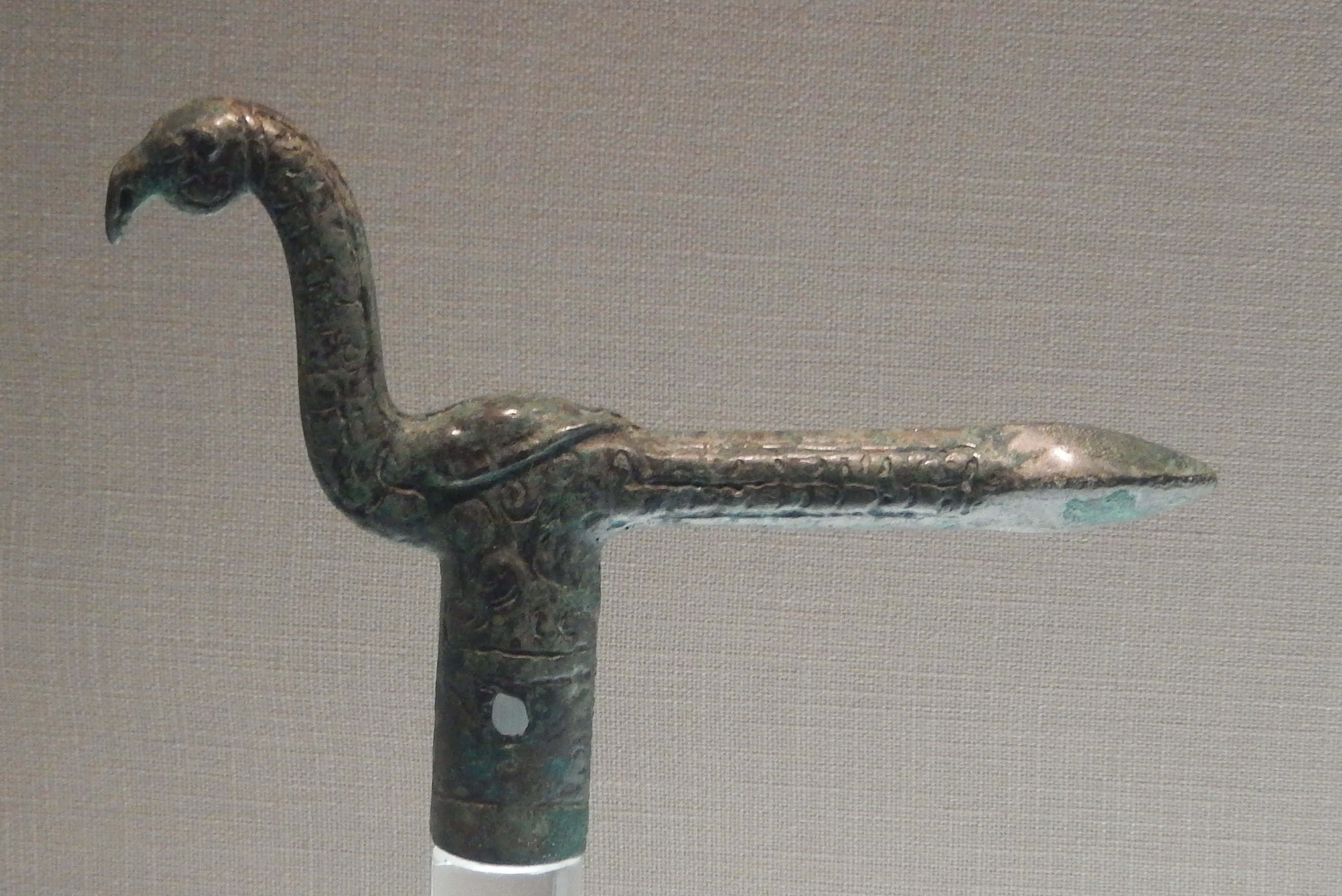
北京首都博物馆馆藏战国早期鸠杖杖首饰

鸠杖，是東亞傳統一种杖头刻有鸠鸟的拐杖。鸠杖最早可见于距今3500年的青海省卡约文化遗址，该遗址出土了三件青铜鸠杖首。战国和秦朝，鸠杖成了贵族和王权的象征。汉朝时，年逾70岁的老人，由政府赐以鸠杖，成了尊老的一种体现。日本於奈良時代起仿效中國制度，賞賜鳩杖予年逾80歲的功臣。